# All That I Can Say
"All That I Can Say" é uma canção de Mary J. Blige, lançada como o primeiro single de seu quinto álbum, Mary. A canção foi composta e produzida pela também cantora/compositora Lauryn Hill. Mary J. Blige também interpretou a canção em um episódio de Moesha.
A canção teve sucesso moderado em ambos os Estados Unidos e o Reino Unido, atingindo os números quarenta e quatro e vinte e nove, respectivamente. Blige interpretou a canção em Top of the Pops, e sua performance foi mostrada na semana que "All That I Can Say" entrou nas paradas.

## Lista de faixas
UK CD
1. "All That I Can Say"
2. "Beautiful"
3. "All That I Can Say" (álbum version)

## Histórico de lançamento
| País           | Data                  |
| -------------- | --------------------- |
| Estados Unidos | 9 de Julho de 1999    |
| Reino Unido    | 2 de Novembro de 1999 |

## Paradas musicais
| Parada musical (1999)                  | Melhor posição |
| -------------------------------------- | -------------- |
| UK Singles Chart                       | 29             |
| U.S. Billboard Hot 100                 | 44             |
| U.S. Billboard Hot R&B/Hip-Hop Songs   | 6              |
| U.S. Billboard Adult R&B/Hip-Hop Songs | 1              |
| Dutch Singles Chart                    | 91             |
| Eurochart Hot 100 Singles              | 81             |
| Tokio Hot 100                          | 1              |